# Radoszkowo Drugie
Radoszkowo Drugie – część miasta Książ Wielkopolski położona w województwie wielkopolskim, w powiecie śremskim.
W latach 1975–1998 miejscowość administracyjnie należała do województwa poznańskiego.
Miejscowość położona przy drodze wojewódzkiej nr 436.